# Síndrome de Zieve
El síndrome de Zieve es una afección metabólica aguda que ocurre en pacientes que presentan un abuso prolongado del alcohol. Está definida por anemia hemolítica (con acantocitos), hiperlipemia (excesivos lípidos sanguíneos), ictericia y dolor abdominal.